# جایزه بزرگ استرالیا ۱۹۳۰
جایزه بزرگ استرالیا ۱۹۳۰ (انگلیسی: 1930 Australian Grand Prix) یک مسابقهٔ موتوری بود که در ۲۴ مارس ۱۹۳۰ در پیست جزیره فیلیپ واقع در ویکتوریا، استرالیا برگزار شد. این مسابقه که توسط باشگاه خودروهای سبک ویکتوریا برگزار شد، سومین رویداد جایزه بزرگ استرالیا و سومین مسابقه‌ای بود که در جزیره فیلیپ برگزار می‌شد. در این مسابقه که همهٔ شرکت‌کنندگان آن به‌طور همزمان رقابت را آغاز کردند، خوردوهای کلاس A پیش از همه به‌راه افتادند، سه دقیقه بعد نیز خودروهای کلاس B و سه دقیقه پس از آن‌ها خودروهای کلاس C مسابقه را شروع کردند. جایزه بزرگ این مسابقه به شرکت‌کننده‌ای داده شد که سریع‌ترین زمان را در مسابقه ثبت کرده‌بود. از ۲۲ خودرویی که این مسابقه را آغاز کردند، ۹ خودرو موفق شدند در محدودیت زمانی ۴۱⁄۲ ساعته، مسافت مسابقه را طی کنند.
در این مسابقه، بیل تامپسون با یک خودروی بوگاتی تیپ ۳۷ای موفق به کسب مقام اول شد.

## کلاس‌ها
خودروها در کلاس‌هایی مطابق با حجم سیلندر در مسابقه شرکت کردند.
- کلاس آ: خودروهایی با حجم سیلندر تا ۸۵۰ سی‌سی
- کلاس ب: خودروهایی با حجم سیلندر بین ۸۵۰ تا ۱۱۰۰ سی‌سی
- کلاس سی: خودروهایی با حجم سیلندر بین ۱۱۰۰ تا ۱۵۰۰ سی‌سی
- کلاس دی: خودروهایی با حجم سیلندر بین ۱۵۰۰ تا ۲۰۰۰ سی‌سی

فقط یکی از شرکت‌کنندگان، خودروی لی-فرانسیس هیاپر متعلق به میک کارلتون، در کلاس دی قرار می‌گرفت.
این خودرو، به صلاحدید برگزارکنندگان رویداد، برای شرکت در مسابقه در کلاس سی قرار گرفت.

## رده‌بندی

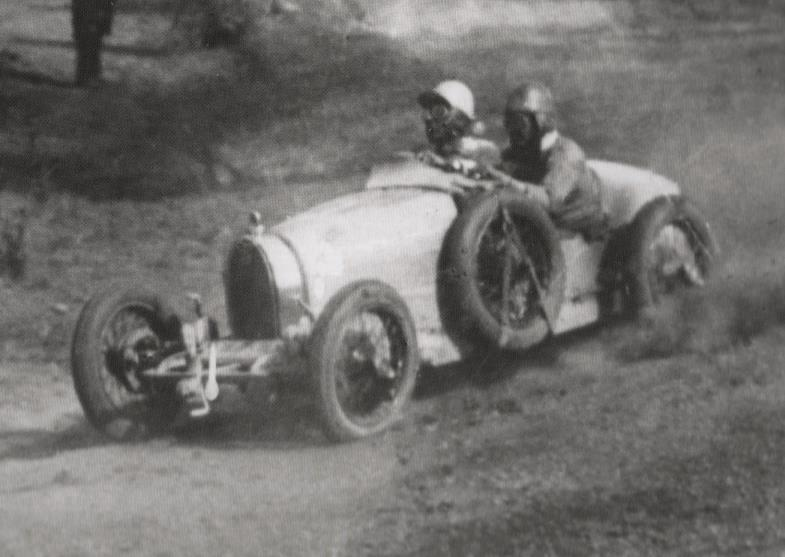
بیل تامپسون با یک خودروی بوگاتی تیپ ۳۷ای برندهٔ این مسابقه شد

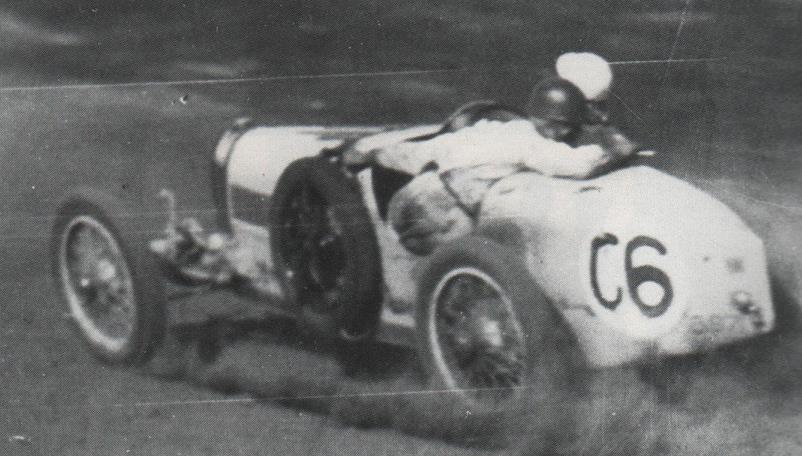
هارولد دریک-ریچموند با خودروی بوگاتی تیپ ۳۷ در جایگاه دوم قرار گرفت

| ج.   | ش.   | کلاس | راننده              | خودرو                 | دورها | زمان / ملاحظات   |
| ---- | ---- | ---- | ------------------- | --------------------- | ----- | ---------------- |
| ۱    | سی۱۰ | سی   | بیل تامپسون         | بوگاتی تیپ ۳۷ای اس/سی | ۳۱    | ۳س ۶د ۰ث         |
| ۲    | سی۶  | سی   | هارولد دریک-ریچموند | بوگاتی تیپ ۳۷         | ۳۱    | ۳س ۲۵د ۰ث        |
| ۳    | ای۱  | ای   | سیریل دیکاسون       | آستین ۷               | ۳۱    | ۳س ۳۰د ۳۰ث       |
| ۴    | ای۳  | ای   | هنری برکیل          | آستین ۷               | ۳۱    | ۳س ۴۴د ۳۰ث       |
| ۵    | ای۱۰ | ای   | کن مک‌کینی           | آستین ۷               | ۳۱    | ۳س ۴۶د ۰ث        |
| ۶    | ای۱  | سی   | جان گودال           | استون مارتین-انزانی   | ۳۱    | ۳س ۴۷د ۳۰ث       |
| ۷    | بی۱  | بی   | بارنی دنتری         | رایلی ناین بروکلندز   | ۳۱    | ۳س ۵۱د ۳۰ث       |
| ۸    | بی۷  | بی   | جک ادواردز          | سنکال                 | ۳۱    | ۴س ۶د ۳۰ث        |
| ۹    | ای۸  | ای   | والی ولان           | موریس ماینر           | ۳۱    | ۴س ۶د ۳۰ث        |
| ع.پ. | سی۳  | سی   | ران گاردنر          | آلویس ۱۲/۵۰           | ۱۹    | دینام            |
| ع.پ. | ای۲  | ای   | کلری می             | آستین ۷               | ۱۷    | واژگونی          |
| ع.پ. | سی۲  | سی   | آلبرت ادواردز       | آلویس محور جلو اس/سی  | ۱۶    | تصادف            |
| ع.پ. | سی۵  | سی   | آرتور تردیچ         | بوگاتی تیپ ۳۷ای اس/سی | ۱۰    | شاتون            |
| ع.پ. | ای۵  | ای   | لس جنینگز           | موریس ماینر           | ۷     | بلبرینگ‌های موتور |
| ع.پ. | سی۴  | سی   | میک کارلتون         | لی فرانسیس هایپر      | ؟     | جعبه‌دنده         |
| ع.پ. | ای۶  | ای   | جک مک‌کاچون          | موریس ماینر           | ؟     | بلبرینگ‌های موتور |
| ع.پ. | ای۷  | ای   | برنی ساتن           | موریس ماینر           | ؟     | بلبرینگ‌های موتور |
| ع.پ. | بی۴  | بی   | بیل جانسون          | رایلی ناین بروکلندز   | ؟     | بلبرینگ‌ها        |
| ع.پ. | ب۵   | ب    | فرانک متیوز         | استاندارد اس/سی       | ؟     | احتراق           |
| ع.پ. | سی۷  | سی   | رگ بررلی            | بوگاتی تیپ ۳۷         | ؟     | موتور            |
| ع.پ. | ب۶   | ب    | بیل لووی            | لومبارد ای‌ال۳ اس/سی   | ۰     | افزایش حرارت     |
| ع.پ. | ب۸   | ب    | فرانک کوریگان       | امیلکار               | ۰     | تصادف            |